# Trieng Meuduro Baroh
Trieng Meuduro Baroh is een bestuurslaag in het regentschap Aceh Selatan van de provincie Atjeh, Indonesië. Trieng Meuduro Baroh telt 1048 inwoners (volkstelling 2010).